# Slaughter Beach
Slaughter Beach est une ville américaine située dans le comté de Sussex, dans l'État du Delaware.
Slaughter Beach signifie « plage du massacre » en anglais. D'après la légende, une tribu amérindienne aurait menacé les passagers d'un bateau ; un canon est alors descendu de celui-ci. Les amérindiens s'alignent pour découvrir cet objet, la plupart d'entre eux meurent ou sont blessés par le tir d'un boulet.

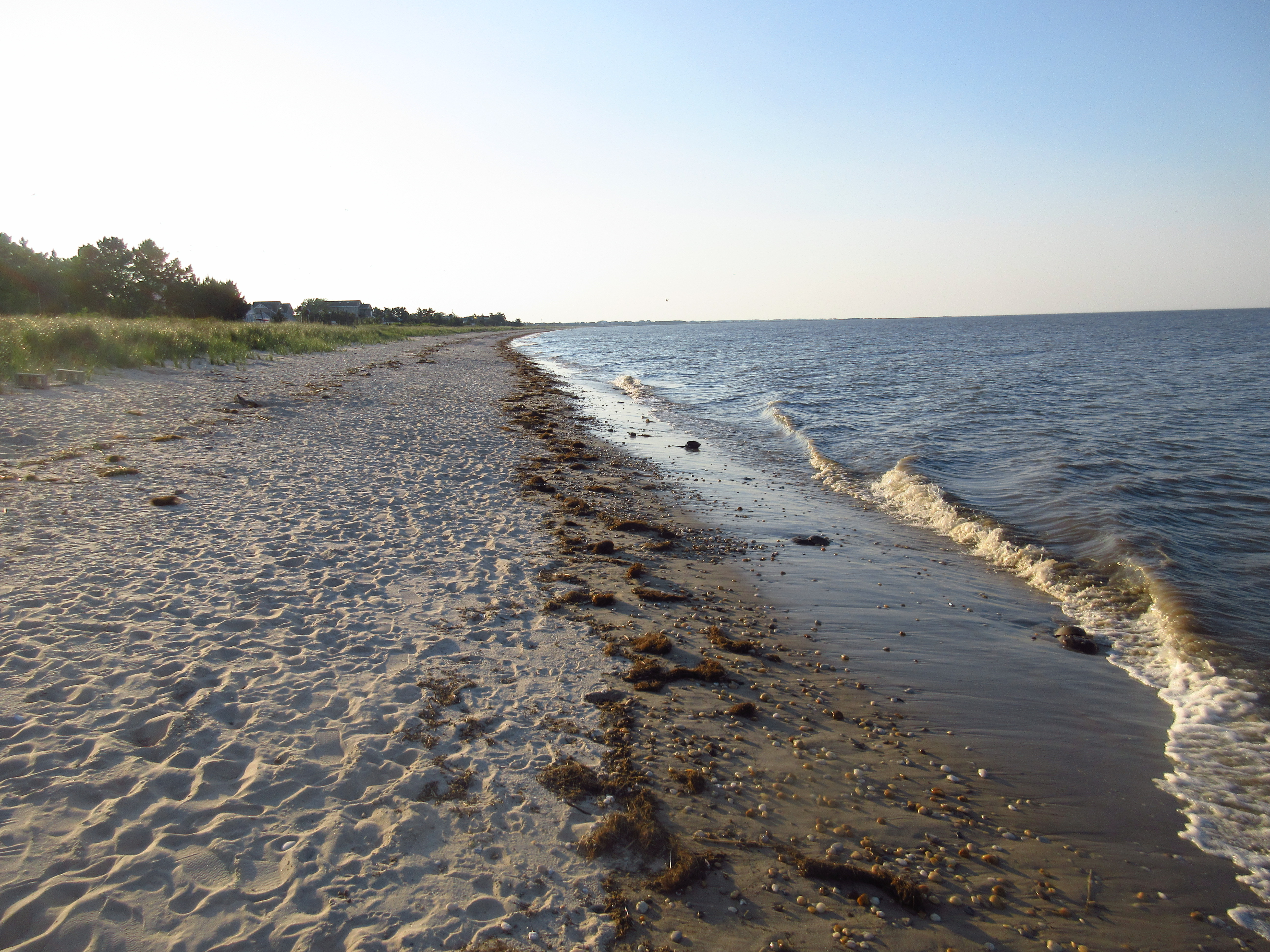
Accouplement de crabes fer à cheval dans les vagues. Slaughter Beach est un sanctuaire officiel pour cette espèce.

## Démographie
| 1940 | 1950 | 1960 | 1970 | 1980 | 1990 |
| ---- | ---- | ---- | ---- | ---- | ---- |
| 46   | 85   | 107  | 84   | 121  | 114  |

| 2000 | 2010 | - | - | - | - |
| ---- | ---- | - | - | - | - |
| 198  | 207  | - | - | - | - |

Selon le recensement de 2010, Slaughter Beach compte 207 habitants. La municipalité s'étend sur 1,38 milles carrés (3,57 km2), dont 1,36 milles carrés (3,52 km2) de terres.